# Heribert Busse
Heribert Busse (* 26. April 1926 in Duderstadt; † 4. März 2024) war ein deutscher Islamwissenschaftler.

## Leben
Nach der Promotion zum Dr. phil. in Mainz 1956 war Heribert Busse von 1964 bis 1965 Referent am Orient-Institut Beirut. Nach der Habilitation in Hamburg 1965 lehrte er als Gastprofessor in Bordeaux 1970 und wurde 1971 apl. Professor in Bochum und 1973 o. Professor in Kiel. Als Gastprofessor lehrte er 1976 im Theologischen Studienjahr Jerusalem. 1979 wurde er Fellow am Israel Institute for Advanced Studies. Die Emeritierung erfolgte 1991.

## Schriften (Auswahl)
- Jerusalemer Heiligtumstraditionen in altkirchlicher und frühislamischer Zeit. Wiesbaden 1987, ISBN 3-447-02694-4.
- Die theologischen Beziehungen des Islams zu Judentum und Christentum. Grundlagen des Dialogs im Koran und die gegenwärtige Situation. Darmstadt 1988, ISBN 3-534-06394-5.
  - Islam, Judaism, and Christianity. Theological and historical affiliations. Princeton 1997, ISBN 1-55876-143-8.
- Chalif und Grosskönig. Die Buyiden im Irak (945–1055). Würzburg 2004, ISBN 3-89913-005-7.